# 月天 (作家)
月天（1035年—1085年）音译苏摩提婆，是一位古印度作家，为克什米尔的一位婆罗门。他取材于公元6世纪功德富所作的、但已失传的《故事广记》，创作了《故事河海》，为印度古典文学中篇幅最长的诗体小说集。